# Molgula diaguita
Molgula diaguita is een zakpijpensoort uit de familie van de Molgulidae. De wetenschappelijke naam van de soort is voor het eerst geldig gepubliceerd in 1983 door Monniot & Andrade.